# 中国人民解放军第八师
中国人民解放军第八师，是中国人民解放军曾经的一个师1949年2月，由西北野战军第3纵队独立第3旅改称中国人民解放军第3军第8师，下辖第22、第23、第24团，师长杨嘉瑞，政委孟昭亮。其前身为1945年8月组建的晋绥野战军独立第3旅。解放战争时期参加了扶眉、兰州等重要战役战斗。1952年6月，与第1军第2师合编为第2师，原8师师部调归空军，1952年12月改为空军第27师师部；第22团团部调归空军，其部队编入第2师师直和第4团；第23团整编为第2师第5团；第24团（红军团）改建为第2师战车团。